# 리기다소나무
리기다소나무(pitch pine, 학명: Pinus rigida)는 북아메리카 원산의 상록교목이다. 1906년부터 사방, 조림의 목적으로 수입되어 전국에 널리 재식되었다. 21세기에 들어서서는 대한민국 내에서 살던 개체목들은 고사하였고, 대부분이 20~30년 전에 조경수 목적으로 들여온 것들이 다수이다.
수간 맹아력이 왕성하여 맹아력이 강하여 원줄기에서 짧은 가지가 나와 잎이 달리므로 다른 소나무류와 쉽게 구분된다.

## 특징
리기다소나무의 크기는 높이 15m~20m, 지름 1.5m이며, 나무껍질은 붉은빛이 도는 갈색이며 깊게 갈라진다. 잎은 3개씩 달리고 쐐기 모양으로 비틀어지며 길이는 7-14cm이다. 새순은 붉은 갈색이며 수피의 색은 회갈빛을 띤다. 꽃은 5월에 피고 수꽃은 황자색의 긴 원주형이며 암꽃은 난형이다. 열매는 구과로서 난상 원뿔형이고 짧은 가시가 있으며, 오랫동안 가지에 달려 있고 종자에 날개가 있다. 이듬해 9월에 열매가 익는다.

## 생태
건조한 곳이나 습지에서도 잘 자라고 송충의 피해에도 강하므로 사방조림에 적당하다. 메마른 곳에서도 잘 자라 산사태를 막기 위해 많이 심는다. 목재는 줄기가 곧아 울타리나 우리, 말뚝을 만드는데 많이 쓰인다.
리기다소나무 가지마름병에 매우 취약하다.

## 사진

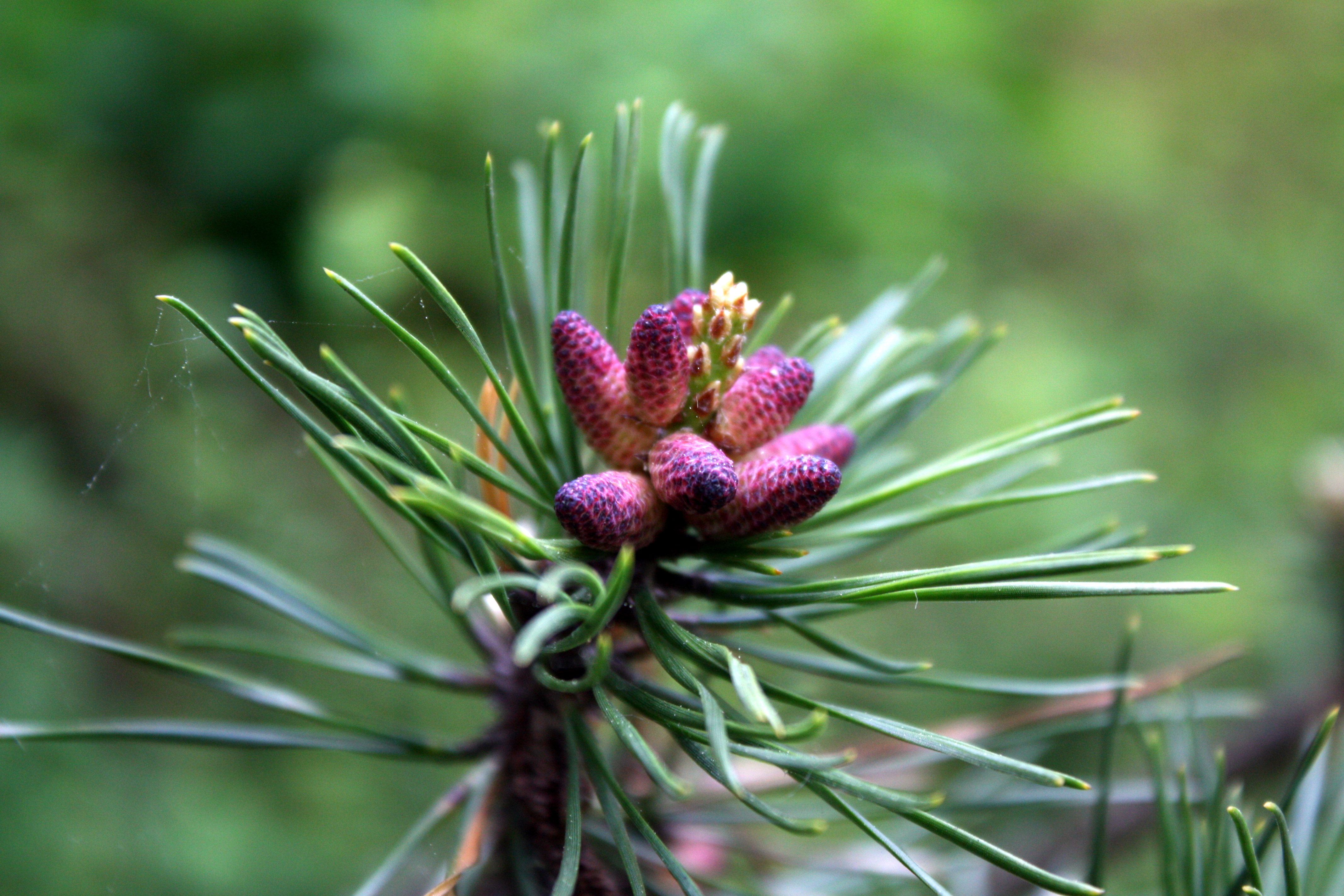
꽃
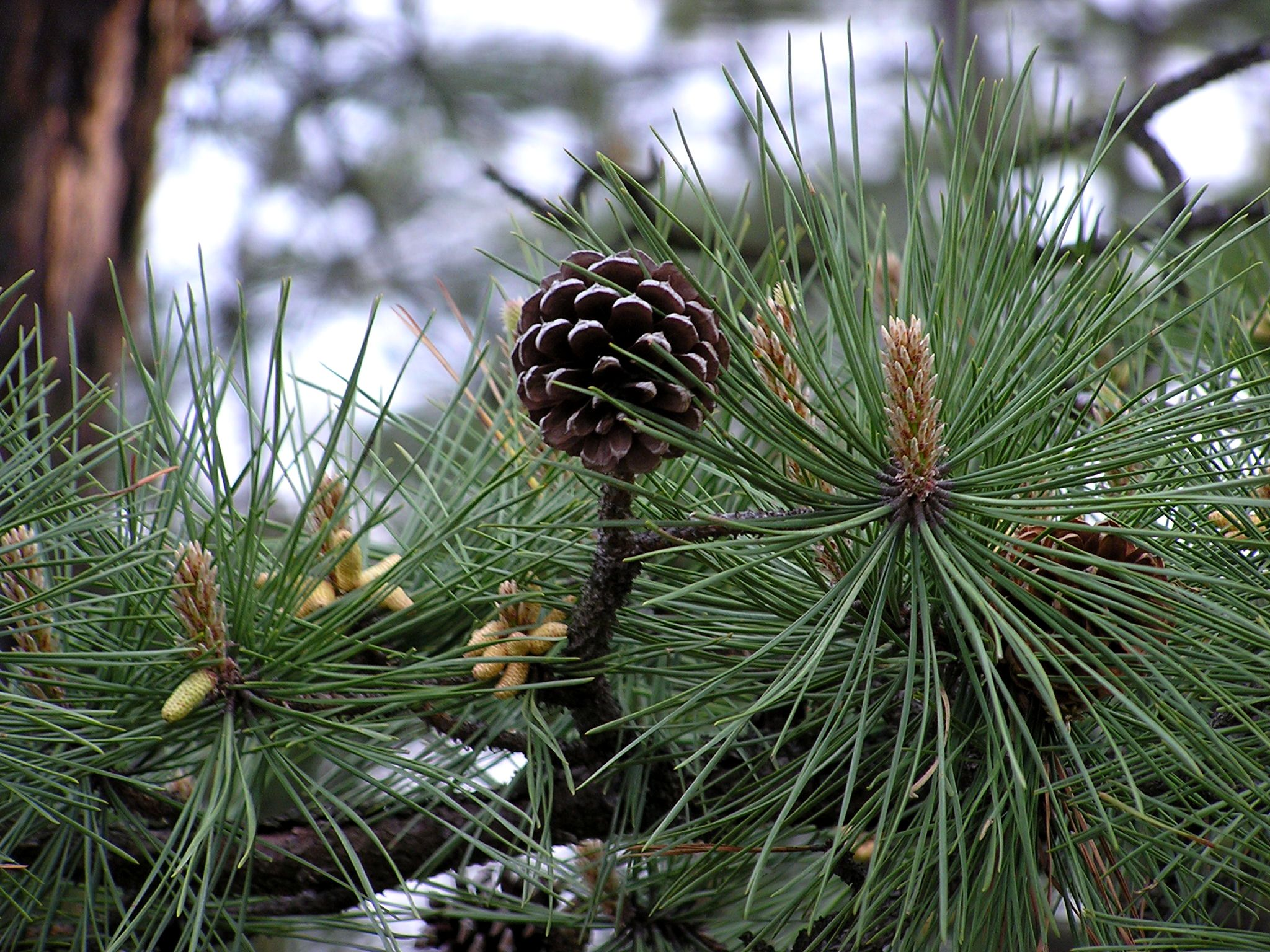
솔방울
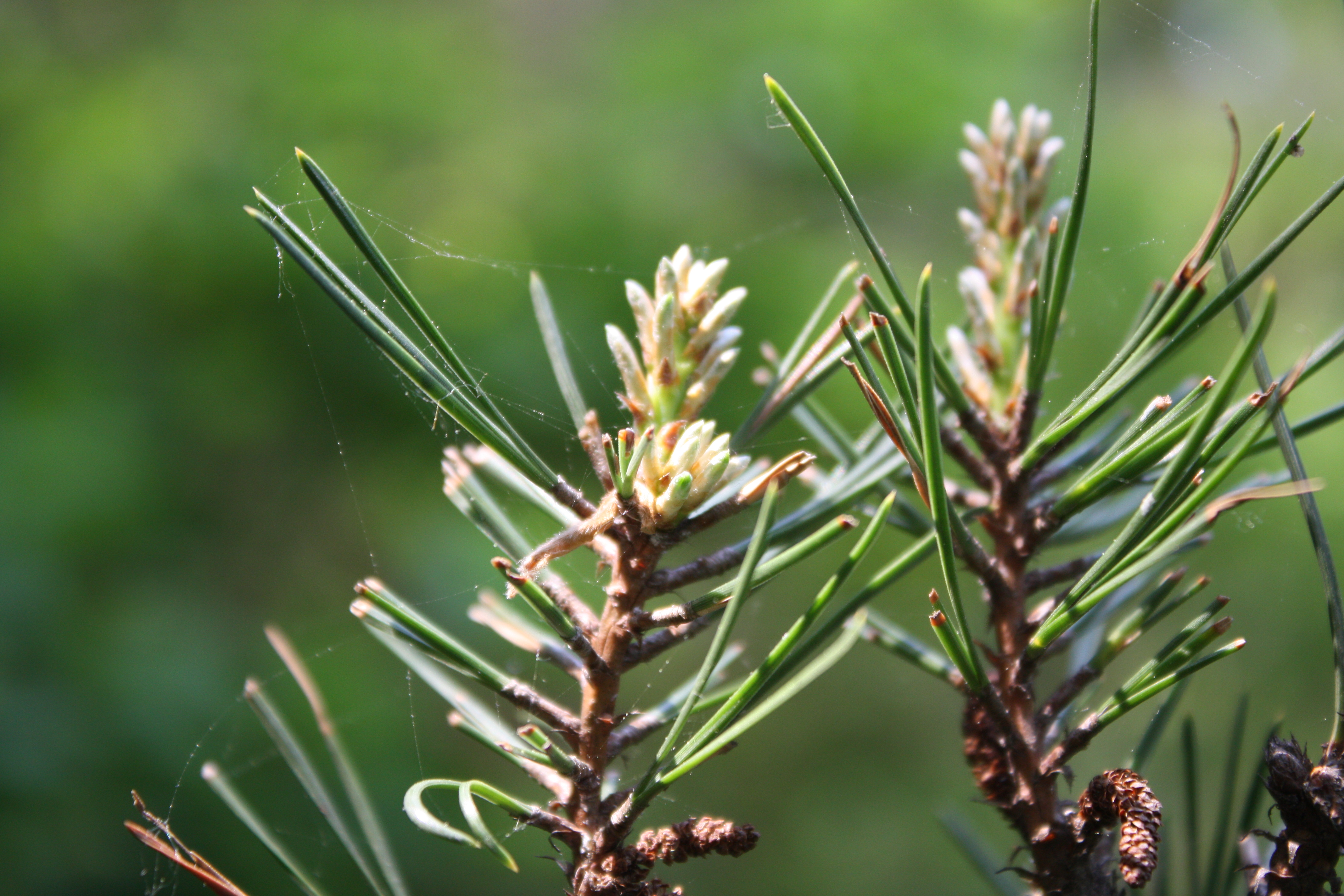
잎. 3개씩 달린다.

## 참고 문헌
- 이 문서에는 다음커뮤니케이션(현 카카오)에서 GFDL 또는 CC-SA 라이선스로 배포한 글로벌 세계대백과사전의 내용을 기초로 작성된 글이 포함되어 있습니다.